# 1484

## Esdeveniments
Països Catalans
Resta del món
- 22 de setembre: Pere Joan Sala encapçala l'Alçament de Mieres, a l'inici de la segona revolta remença.[1]
- València: es publica la primera edició del llibre del Consolat de Mar, codi jurídic de dret català per tractar les qüestions marítimes i comercials i exercir-hi la jurisdicció penal.
- Comença la Guerra del Pallars, que el comte Ramon Folc IV de Cardona va conquerir en nom del Ferran el Catòlic.

## Naixements
Països Catalans
Resta del món
- Vic: Jaume Caçador, president de la Generalitat de Catalunya.

## Necrològiques
Països Catalans
Resta del món